# Cleide Klock
Cleide Klock (Brusque, Santa Catarina) é uma jornalista multimídia brasileira. É atualmente correspondente internacional da CNN Brasil, nos Estados Unidos, cobrindo a Costa Oeste tendo como base Los Angeles, na Califórnia. Além de prestar trabalhos ao SBT.

## Carreira
A jornalista nasceu em Brusque, Santa Catarina, e em 1993 se mudou para Florianópolis para fazer faculdade na Universidade Federal de Santa Catarina. Cursou Letras-Alemão e em 1996 entra também no curso de Jornalismo na UFSC. Começa a trabalhar no SBT-SC em 1999 como repórter e apresentadora. Em 2001 é contratada pela RBSTV de Florianópolis (Globo - SC) onde fez reportagens para todos os jornais da emissora, além de apresentar o programa Vida e Saúde e vários programas da TVCom. Na sucursal da TV Globo em Santa Catarina fez reportagens para diversos telejornais nacionais da Globo e GloboNews. 
Em 2007 fez um estágio de três meses na Deusche Welle, em Bonn, na Alemanha. Na sequência se torna a correspondente da emissora alemã no Brasil. No início de 2009 se muda para Nova York para ser correspondente da Deusche Welle na Costa Leste americana onde também começa a contribuir para a Radio France International. Em agosto de 2010 inicia a colaboração para o SBT. Em 2011 se muda para o Havaí e cobre Hollywood para os jornais do SBT. 
Em 2015 muda para Los Angeles. Em Hollywood entrevista grandes nomes do cinema mundial, atores, diretores, produtores e, além de cobrir eventos  de entretenimento como o Oscar e Grammy, faz reportagens sobre política, economia e comportamento.
Paralelamente ao SBT, contribui frequentemente com a RFI, Saia Justa (GNT), CNN Brasil, revistas, jornais, revistas e portais brasileiros. 